# ذو الخلصة
ذو الخلصة هي كعبة بها صنم كانت تعبدها وتحج إليها العرب في الجاهلية. كما كانت الناس تقصد هذا الصنم لاستطلاع الغيب عن طريق الأزلام أي ضرب القداح داخل كعبته كما كان يفعل عند الصنم هُبَل في كعبة مكّة. عند ظهور الإسلام تم هدم صنمها، ولاحقا سُوّي بنائها بالكامل بالأرض من قبل أنصار دعوة محمد بن عبد الوهاب، ولا زالت تلك الصخور على ما هي عليه، تتناثر أشلاءً في مكان لا تتجاوز مساحته 300م تقريباً.
من القبائل التي كانت تحج وتعظم ذا الخلصة قبائل دوس وبجيلة وخثعم وأزد السراة وبنو الحارث بن كعب وجرهم وزبيد والغوث بن مر بن أد وبنو هلال. وكان لهذا المعبد بيت يسمى الكعبة اليمانية، وحرمه محاط بسور حجري دائري كان يستخدم في حراسة المعبد. يُنسب تشييده إلى عمرو بن لحي.

## التسمية
الخلص في اللغة نبات طيب الريح يتعلق بالشجر له حب كعنب الثعلب. وذو الخلصة بضم الخاء واللام في قول ابن إسحاق، وبفتحهما في قول ابن هشام. وجمع الخلصة خلص. وقيل أنّ اسمه مشتقّ من إخلاص عِباده/عُبّاده له إذ «معناه في تسميتهم له بذلك أنّ عُبَّاده والطّائفين به خَلَصَةٌ». كان يسمى الكعبة اليمانية والبيت الحرام كان يسمى بالكعبة الشامية.
يظهر من خلال رثاء امرأة من قبيلة خثعم لذي الخلصة حين هدمه وأحرقه جرير بن عبد الله، أن «الخلصة» كان صنما أنثى، أي إلهة، ولذلك قيل له «الولية»:
وفي نصوص أهل الأخبار نجد ما يؤيد هذا الرأي، فقد استعملوا ضمير التأنيث للتعبير عنها، كما قالوا فيه «المروة البيضاء». وأما تعبيرهم عنه بضمير التذكير، مثل قولهم «وكان»، فإنهم أرادوا بذلك لفظ «صنم» فذكَّروه.

## موقعها
في تبالة وهي موضع قديم ومن أشهر المواقع التاريخية في جنوب جزيرة العرب، وتقع شمال غرب محافظة بيشة وتبعد عنها حوالي 48 كم.

## طقوس
كان الطواف حول ذو الخلصة يشبه شيئًا ما الطواف الذي كان يتم في مكة في العصر الجاهلي، عندما كان الحجر الأسود داخلها. كانت تقدم العرب لذي الخلصة الهدايا كالشعير والحنطة ويصبون عليه اللبن ويذبحون له القرابين. ويقصدونه للاستقسام عنده بالأزلام.
يروي أن امرؤ القيس بن حجر، بعد أن اغتال بنو أسد بنجد أباه الذي كان أميرهم، حلف أن لا يغسل رأسه ولا يشرب خمراً حتى يدرك ثأره من بني أسد ويسترجع ملكه الضائع، استقسم بالأزلام عند ذي الخلصة حين وترته بنو أسد بقتل أبيه، حيث استقسم عند الصنم بثلاثة أزلام وهي الزاجر والآمر والمتربص فخرج له الزاجر فسب الصنم ورماه بالحجارة وقال له اعضض بأير ابيك.

## تاريخ

### الجاهلية
كان لعرب الجاهليّة بيوتات عبادة مشهورة باسم «الكعبات» نظرا لشكلها المكعّب، يذهب بعض الباحثين إلى أنّ عددها 21 كعبة، من بينها «كعبة اللاّت» بالطّائف
و«كعبة غطفان» و«كعبة نجران» و«كعبة شدّاد الأياديّ» و«كعبة رئام»…، ولعلّ أشهرها إطلاقا «الكعبة الشّاميّة» المعروفة باسم «كعبة مكّة». وكانت العرب تهدي الذّبائح لتلك البيوت وتزورها لتطوف بها وتستقسم عندها بالأزلام في محاولة استكناه ما يخبّئه الغيب.
رغم أن شهرة «كعبة مكّة» قد غطّت على بقيّة البيوتات، فإنّ الأخبار لم تهمل الإشارة إلى «كعبة ذي الخلصة» المعروفة أيضا باسم «الكعبة اليمانيّة» تمييزا لها عن «كعبة مكّة» الشّاميّة. و«الكعبة اليمانيّة» بيت مربّع على سفوح جبال الحجاز بين مكّة واليمن كان في الجاهليّة قبلة ومحجّة لقبائل خثعم وبجيلة ودوس وما جاورها من سكّان منطقة «تبالة» اليمنيّة، وقد كان مخصّصا لعبادة الإله «ذي الخَلَصة» ممثّلا بمروة (صخرة من الرّخام) بيضاء منقوش عليها كهيئة التّاج.

### بعد الإسلام
لما فتح رسول الله مكة وأسلمت العرب ووفدت عليه وفودها، في حدود السّنة العاشرة للهجرة قدم عليه جرير بن عبد الله مسلماً، فعرض عليه رسول الله مهمة هدم الكعبة اليمانية بيت الإله ذي الخلصة، فوافق وخرج حتى أتى بني أحمس من بجيلة فسار بهم إلى خثعم وقتل مائتين من بني قحافة بن عامر بن خثعم، بعد أن خاض البجلي وجماعته قتال شديد ضد قبائل خثعم وباهلة التي كانت تدافع عن معبدها، فظفر بهم وهزمهم وهدم بنيان ذي الخلصة وأضرم فيه النار. وقتل من فيه من حراس وسدنته.
بعد وفاة النبي محمد ارتدت قبائل عدّة من الأزد، كأزد عمان الذين أرسل إليهم أبو بكر الصديق حذيفة بن محصن وعرفجة البارقي وعكرمة بن أبي جهل، فكانت الغلبة للمسلمين.
بعدها جمّع قومٌ مِنَ الأزد مع بجيلة وخثعم بشنوءة مِنْ أرض اليمن بقيادة حميضة بن النعمان البارقي، وارتدوا عن الإسلام، فبعَثَ إليهم عاملُ الطائف بعثاً التقى بهم في شنوءة، فشتت جموعهم وفرّقهم عن حُميضة.

### المسجد
في الفترة اللاّحقة على عصر النبيّ ظلّ البنيان قائما بعد الإسلام إلى حدود القرن الماضي، حوّله المسلمين إلى مسجد أقيمت فيه الصّلوات طيلة عدّة قرون. فهذا ابن الكلبيّ يشير خلال القرن الثّاني للهجرة إلى أنّ «ذا الخلصة اليوم عتبة مسجد تبالة»، بل وتحوّل على ما ينقل ياقوت الحمويّ عن أبي العبّاس المبرّد وهو من رجالات القرن الثّالث إلى «مسجد جامع». يرجح بعض الباحثين أن نبي الإسلام اكتفى من خلال ابتعاث سريّة عبد الله البجليّ بحرق صنم «ذي الخلصة» دون تدمير بنيانه.
يميل إلى هذا الرأي الباحث رشدي صالح ملحس، ففي حاشية له في كتاب «أخبار مكّة وما جاء فيها من الآثار» للأزرقيّ ما يفيد هذا التّرجيح بل ويؤكّده، فهو يقول: «والذي يبدو لنا أنّ البجليّ لم يقو على هدم بنيان ذي الخلصة كلّه لضخامته، أو إنّه اكتفى بهدم قسم منه أو بهدم الأوثان التي كانت فيه»، ثمّ يشير إلى تواصل وجود البنيان إلى حدود القرن الماضي قبل تهديمه من قبل آل سعود موردا شهادات حول الواقعة.

### العصر الحديث
يَذْكُرُ محقق كتاب أخبار مكّة للأزرقي، أنّ قبائل دوس ومَنْ جاورها كانت تُعظّم في بدايات القرن العشرين، بيتَ ذي الخلَصَة وتنحَرُ عنده. حيث خصص رشدي صالح ملحس فقرة تحت عنوان «اضطراب الأمن والرّجوع إلى ذي الخلصة» للتّعليق على مسألة «ذي الخلصة»:
| ذو الخلصة | لمّا اضطرب حبل الأمن في جزيرة العرب في العصور الأخيرة وافتقد القاطنون فيها الرّاحة والطّمأنينة، وساد الفقر والإملاق في البلاد، أحسّت النّفوس بالرّغبة في التبتّل والتنسّك، وشعرت الأرواح بالحاجة إلى ملجأ تفزع إليه، فانقلبت إلى حياتها الجاهليّة الأولى بالتمسّك بالبدع والخرافات، وعادت إلى التمسّح بالأحجار والأشجار. وكانت دوس ومن يجاورها من القبائل في الطّليعة فرجعت إلى ذي الخلصة تتمسّح بها، وتهدي لها وتنحر عندها | ذو الخلصة |

بعدها تم إزالته عند بزوغ الدولة السعودية بين 1341 هـ و1344 هـ / 1921م 1925م بأمر من الملك عبد العزيز، بعد أن استولى على الحكم، منتدباً فيها الأمير عبد العزيز آل إبراهيم، حيث سيّر إليهم حملةً هدمت البيت ورَمَتْ بأنقاضه إلى الوادي، وذَكَرَ أحدُ الذين شاركوا في هذه الحملة أنّ بُنيان ذي الخلصة كان قوياً، بحيث لا يقدر على زحزحة الحجر الواحد إلا عشرات الرجال وإنّ متانته تدلّ على مهارة وحذق في البناء ".

## في الحديث
بحسب الأحاديث الإسلامية أن ذا الخلصة سيُعبد في آخر الزمان، حيث قال النبي: لن تقوم الساعة حتى تصطفق (وقيل "تصطك") أليات نساء بني دوس حول ذي الخلصة ".
و قيل اضطراب الأليات ليصف قوة الحرص على السعي حول ذلك الصنم الذي كان يعبد حتى حرص النساء إلى أن تضطرب أعضاؤهن لشدة الحركة. والمقصود به هو أن نساء قبيلة دوس سيركبن الدواب من البلدان إلى الصنم المذكور، فهو المراد باضطراب ألياتهن. ويحتمل أن يكون المراد أنهن يتزاحمن بحيث تضرب عجيزة بعضهن الأخرى عند الطواف حول الصنم المذكور.

### روايات
يقول ابن الأثير الجزري عن الصحابي جرير بن عبد الله:
| ذو الخلصة | " وأرسله رسول الله صلى الله عليه وسلم إلى ذي الخلصة وهي بيت فيه صنم لخثعم ليهدمها فقال :- إني لا أثبت على الخيل، فصك رسول الله صلى الله عليه وسلم في صدره وقال " اللهم اجعله هادياً مهدياً فخرج في مائة وخمسين راكباً من قومه فأحرقها فدعا رسول الله صلى الله عليه وسلم لخيل أحمس ورجالها ". أخرجه ابن حبان في صحيحه وقال : " ذو الخلصة بيت كان لخثعم في الجاهلية يسمى الكعبة اليمانية وكان ذلك قبل وفاة جرير سنة إحدى وخمسين وقيل أربع وخمسين للهجرة ". | ذو الخلصة |

و في معجم البلدان لياقوت الحموي:
| ذو الخلصة | الخلصة بيت أصنام كان لدوس وخثعم وبجيلة ومن كان ببلادهم من العرب بتبالة وهو صنم لهم فأحرقه جرير بن عبد الله البجلي حين بعثه النبي صلى الله عليه وسلم ". وقيل هو الكعبة اليمانية التي بناها إبراهيم بن الصباح الحميري وكان فيه صنم يدعى الخلصة فهدم وقيل كان ذو الخلصة يسمى الكعبة اليمانية والبيت الحرام الكعبة الشامية وقال ابن حبيب في مخبره :- كان ذو الخلصة بيتاً تعبده بجيلة وخثعم والحارث بن كعب وجرم وزبيد والغوث بن مر بن أد وبنو هلال ابن عامر " وقال المبرد :- " موضعه اليوم مسجد جامع لبلدة يقال لها العبلات من أرض خثعم ". وقال أبو المنذر :- " ومن أصنام العرب ذو الخلصة وكانت مروة بيضاء منقوشة عليها كهيئة التاج وكانت بتبالة بين مكة واليمن على مسير سبع ليال من مكة وكان سدنتها بني أمامة من بأهلة بن أعصر وكانت تُعظمها وتهدي لها خثعم وبجيلة وأزد السراة ومن قاربهم من بطون العرب ومن هوازن.". | ذو الخلصة |